# والتر مكارتي
والتر مكارتي (بالإنجليزية: Walter McCarty)‏ مواليد 1 فبراير 1974 في إيفانسفيل، هو لاعب كرة سلة أمريكي معتزل أصبح مدرباً مساعدا بدأ مسيرته الاحترافية في سنة 1996. تم اختياره من قبل فريق نيويورك نيكس خلال الدرافت وهو مدرب مساعد لفريق بوسطن سيلتكس في الرابطة الوطنية لكرة السلة. يبلغ طوله 6 قدم 10 بوصة (2.1 م). اعتزل اللعب في 2006. أحرز خلال مسيرته في الإن بي إيه 3056 نقطة بمعدل 5.2 نقاط في المباراة الواحدة.

## المسيرة الاحترافية
لعب مع نيويورك نيكس في موسم 1996–1997، ثم لعب مع بوسطن سيلتكس من سنة 1997 إلى 2005، ثم لعب مع فينيكس صنز في سنة 2005، ثم لعب مع لوس أنجلوس كليبرز في موسم 2005–2006.

## روابط خارجية
- والتر مكارتي على موقع إن بي أي (الإنجليزية)
- والتر مكارتي على موقع سبورتس رفرنس (الإنجليزية)
- والتر مكارتي على موقع كرة السلة الأوروبية.كوم (الإنجليزية)
- والتر مكارتي على موقع كلية كرة السلة في سبورتس رفرنس.كوم (الإنجليزية)
- والتر مكارتي على موقع ريلجم (الإنجليزية)
- والتر مكارتي على موقع بروبوليرز (الإنجليزية)
- والتر مكارتي على موقع سبورتس رفرنس (الإنجليزية)
- والتر مكارتي على موقع كلية كرة السلة في سبورتس رفرنس.كوم (الإنجليزية)